# Großvenediger
A Großvenediger Ausztria negyedik legmagasabb hegye, és a Magas-Tauern második legmagasabb hegye a Großglockner után. Tirol és Salzburg határán fekszik, magassága 3662 m. Nevének jelentése nagy velencei. Felületét gleccserek fedik, túrasível is járható.

## Képek

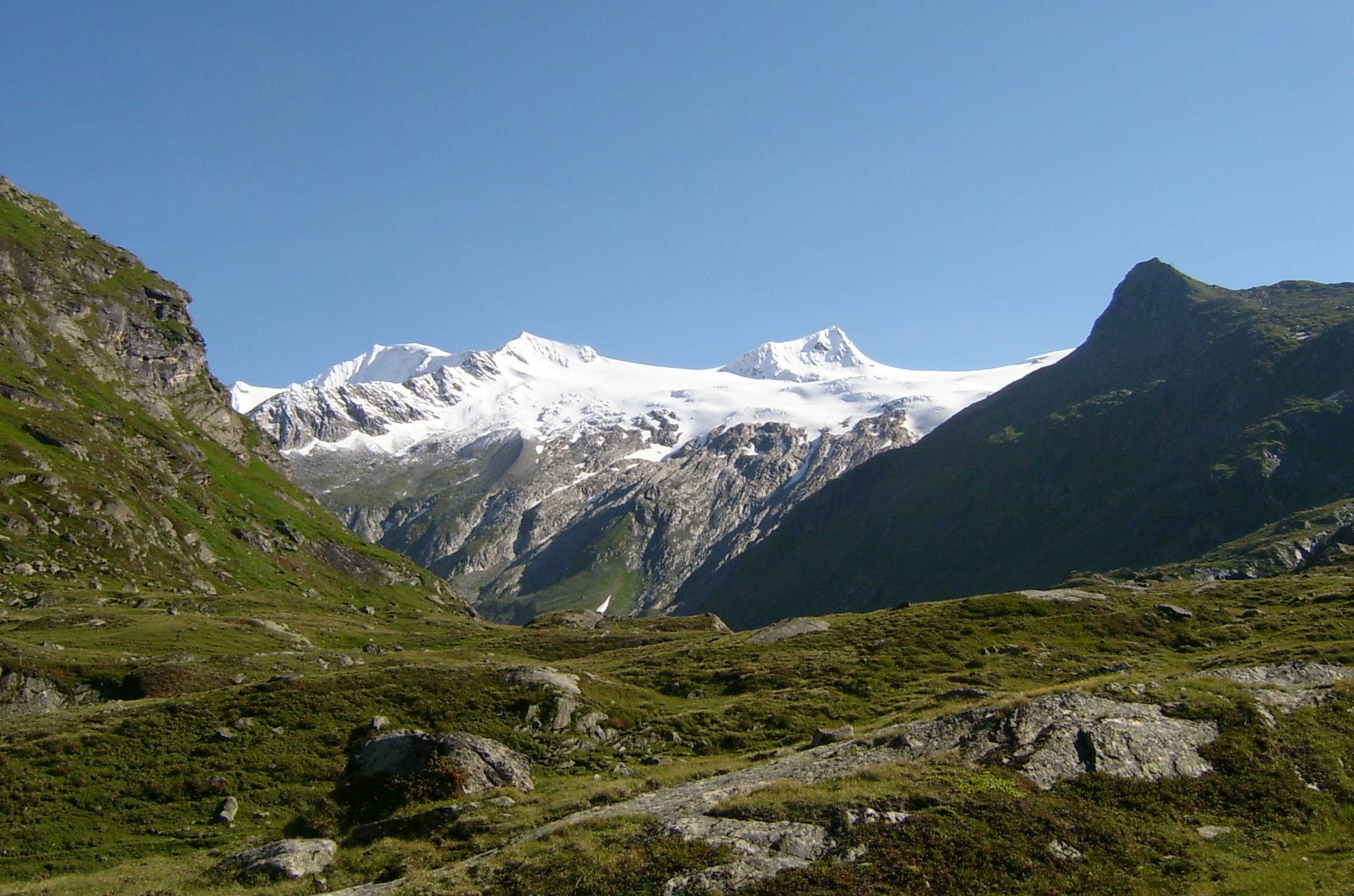
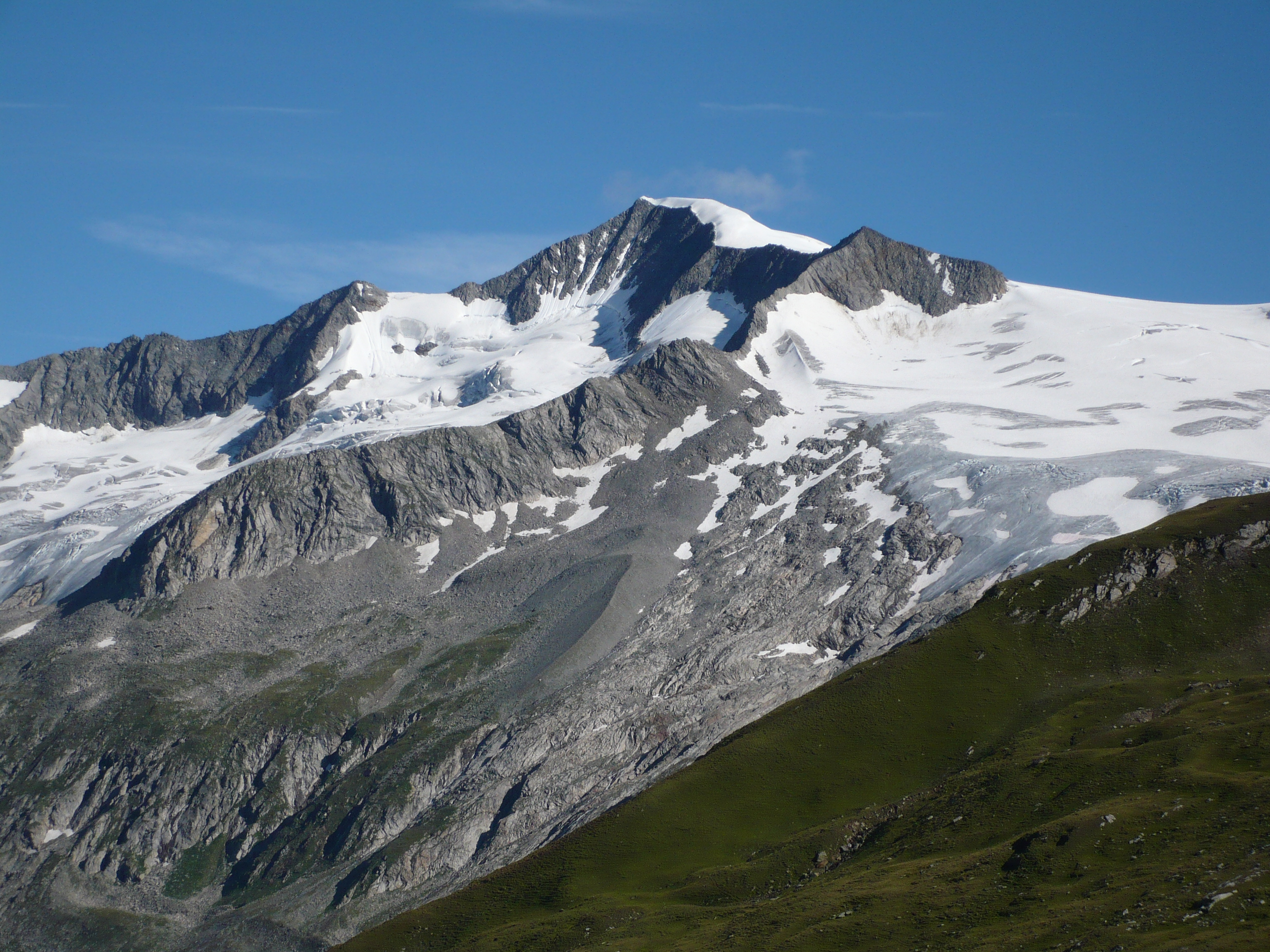
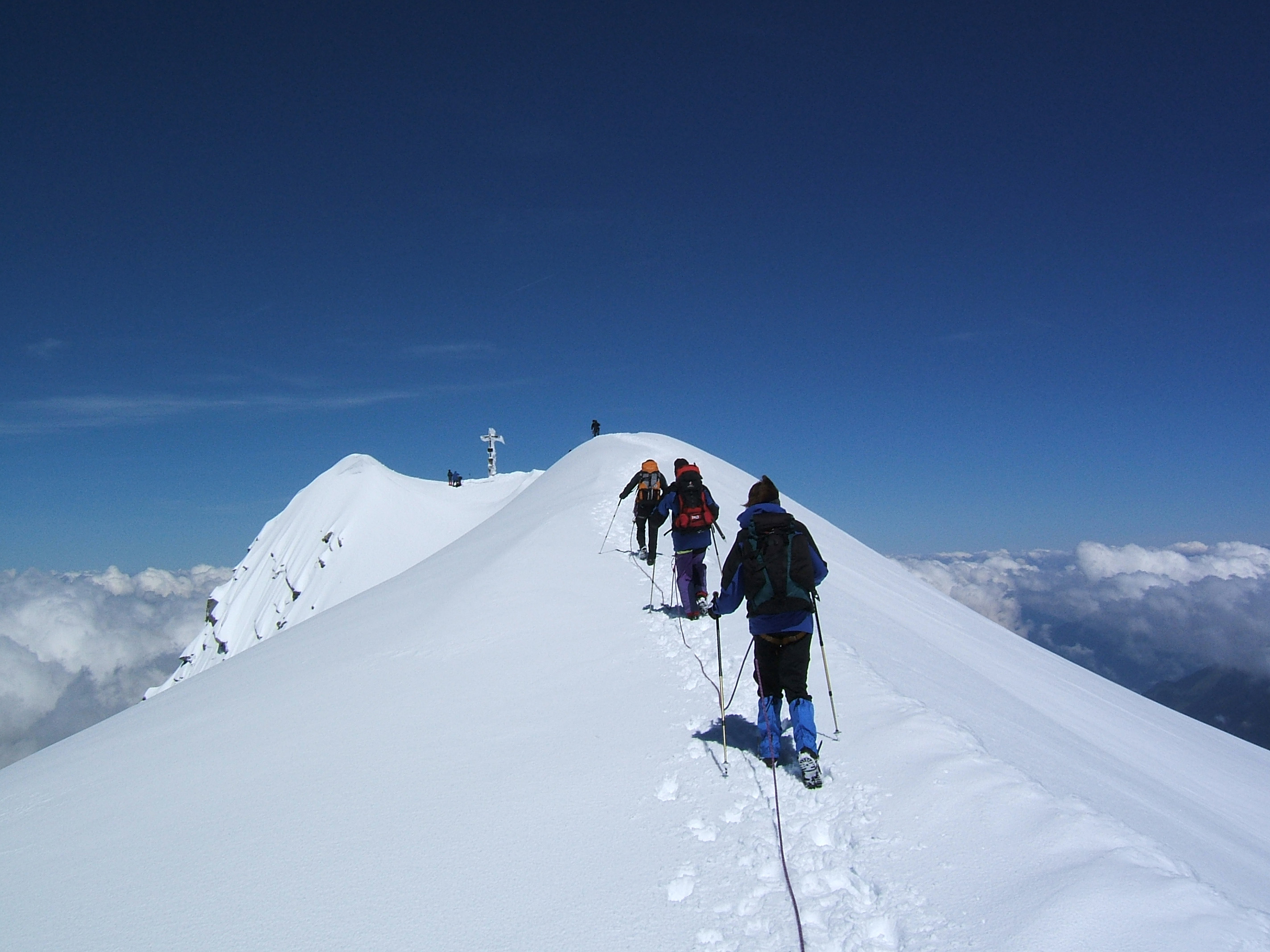